# Mydas atratus
Mydas atratus är en tvåvingeart som beskrevs av Macquart 1838. Mydas atratus ingår i släktet Mydas och familjen Mydidae. Inga underarter finns listade i Catalogue of Life.